# Batterij van Longues-sur-Mer

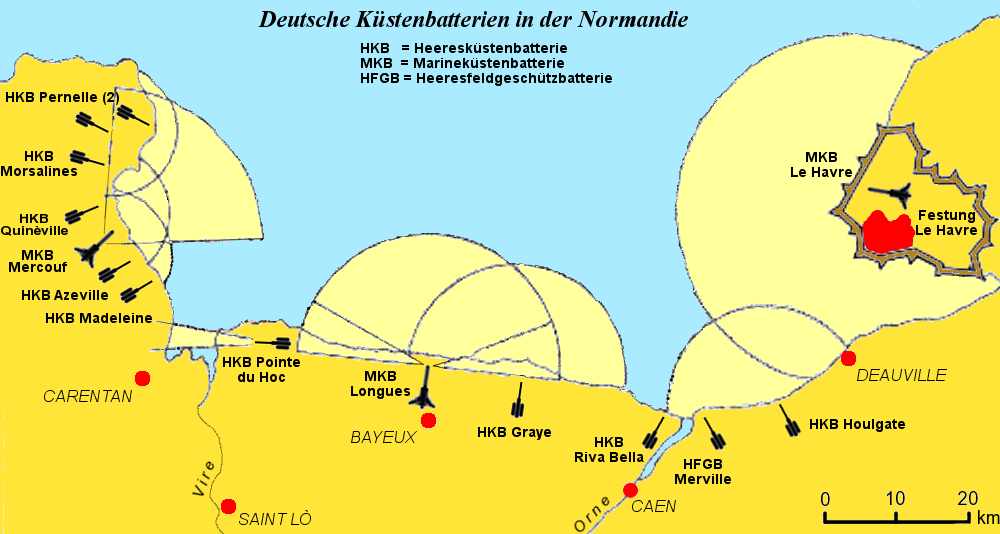
Kaart van Duitse batterijen langs de kust van Normandië

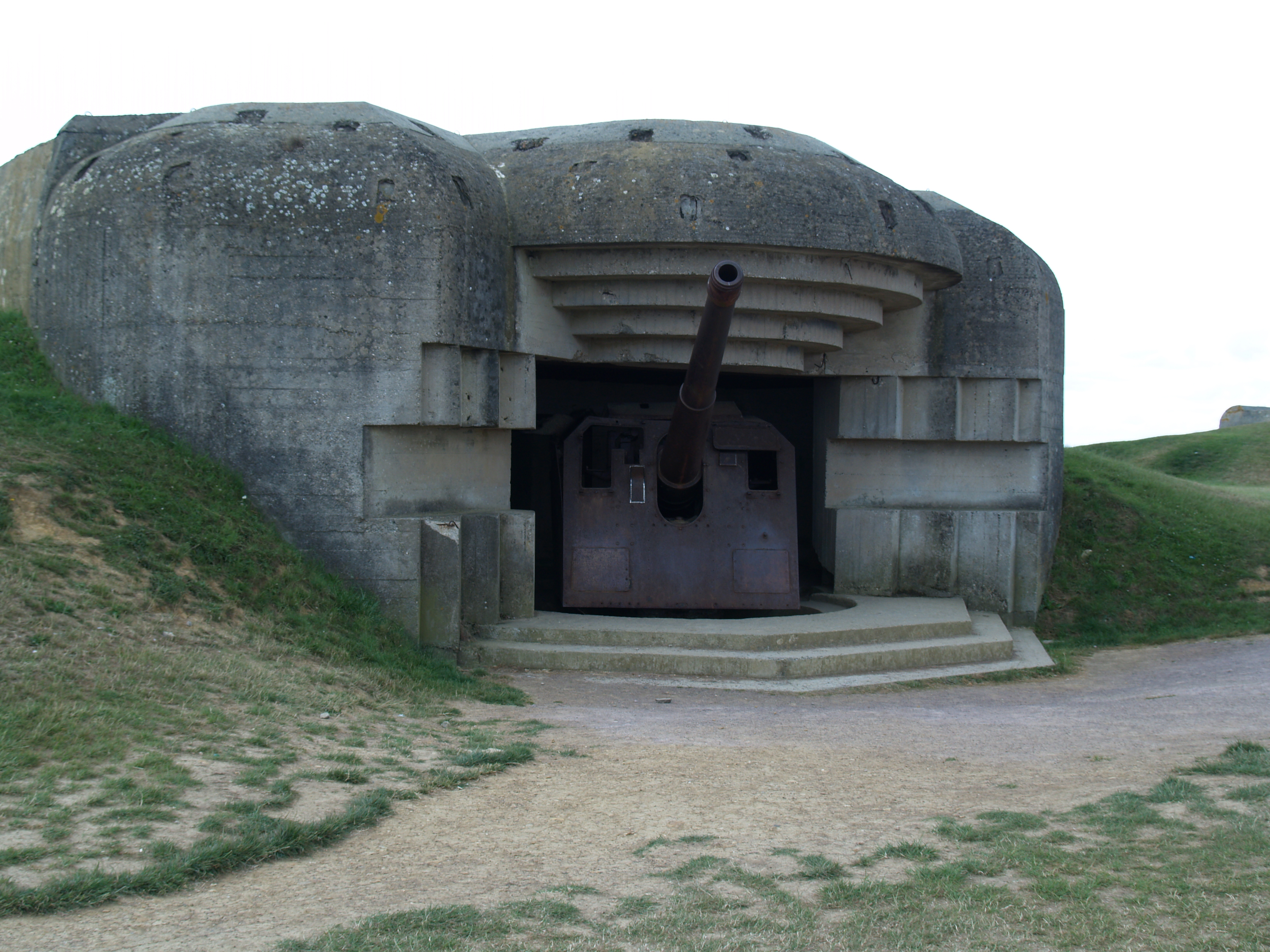
Een scheepskanon in een bunker van de batterij van Longues-sur-Mer

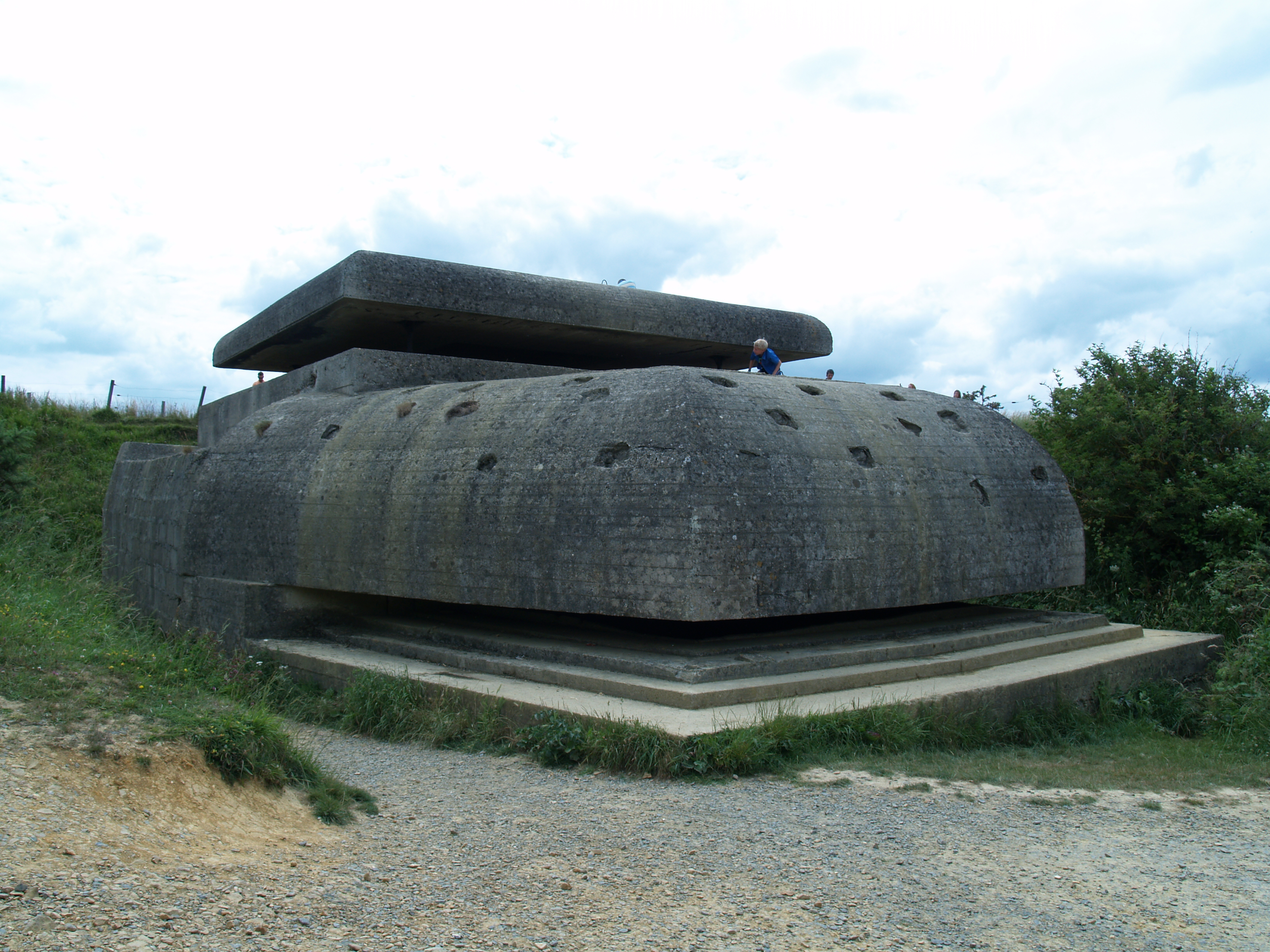
Vuurgeleidingsbunker van de batterij van Longues-sur-Mer

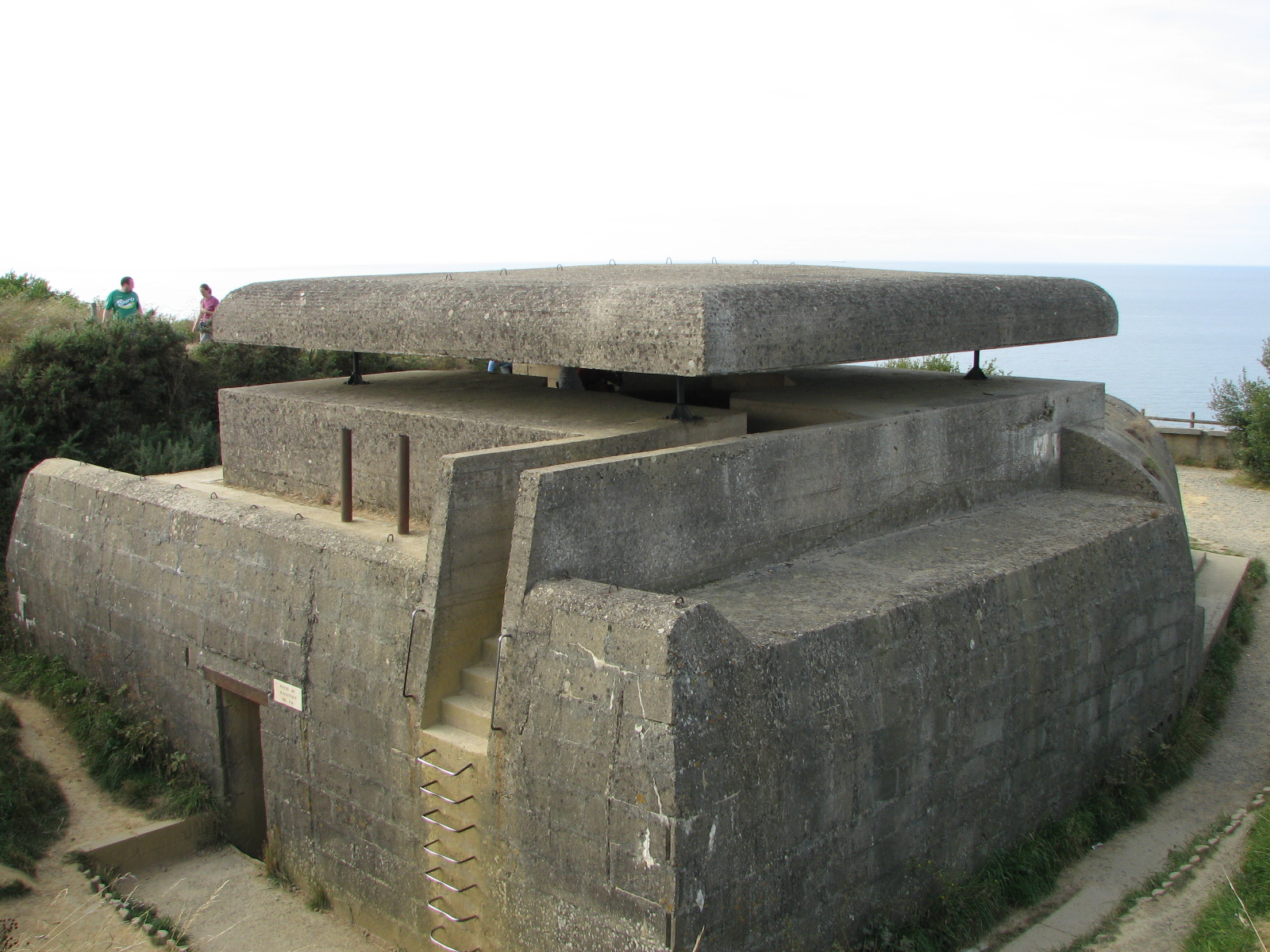
Achteraanzicht vuurgeleidingsbunker

De batterij van Longues-sur-Mer was een verdedigingswerk nabij Longues-sur-Mer, aan de kust van Normandië, en was onderdeel van de door Duitsland gebouwde Atlantikwall tijdens de Tweede Wereldoorlog. De batterij werd gebouwd vanwege een dreigende geallieerde invasie.
De batterij staat ongeveer 450 meter van de kust, halverwege tussen Port-en-Bessin en Arromanches en acht kilometer ten noorden van Bayeux.
Met de bouw werd in september 1943 begonnen en in april 1944 was het complex voltooid. De batterij, gebouwd en bemand door manschappen van de Kriegsmarine, was onderdeel van de Wehrmacht en omvatte vier 150mm Tbts.K C/36 (Tbts.K=Torpedobootskanone) scheepskanonnen van Krupp, elk beschermd door stevige M-272 kazematten. De wanden en het dak waren van gewapend beton met een dikte van twee meter. Aan de achterkant van elke kazemat was een ruimte voor de manschappen en de opslag van munitie. Bij de kust, centraal gelegen op 300 meter voor de vier kanonnen, bevond zich de Leitstand Type M-262 vuurgeleidingsbunker die de coördinaten opnam en doorgaf aan de schutters van de vier kanonnen.
Voor de bescherming van het complex waren luchtdoelkanonnen opgesteld en voor de verdediging tegen een aanval over land waren er diverse kleinere bunkers uitgerust met machinegeweren. Tot slot waren er loopgraven, mijnenvelden en prikkeldraadversperringen.
De batterij telde een vaste bemanning van 180 man. Verder was er in de buurt een infanteriebataljon aanwezig dat ingezet kon worden bij een eventuele aanval over land.

## Naslagwerk
- (en)  D-Day fortifications in Normandy, auteur Steven J. Zaloga. Uitgever: Osprey Publishing, 2005. ISBN 9781841768762